# Werner Güttinger
Werner Güttinger (* 23. Juli 1925 in Heidenheim; † 2013) war ein deutscher theoretischer Physiker, der sich mit Quantenfeldtheorie und der Physik dynamischer Systeme befasste.
Güttinger wurde 1953 an der Universität Tübingen bei Werner Heisenberg promoviert (Über die distributionsanalytische Behandlung der Quantenfeldtheorie). Danach war er unter anderem an der Technischen Hochschule Aachen, am Instituto de Física Teórica (IFT) in Sao Paulo (1954–1957), in München (Ludwig-Maximilians-Universität und Max-Planck-Institut für Physik), und Professor an der University of Wyoming. Von dort wurde er 1971 auf den Lehrstuhl für Informationsverarbeitung am Fachbereich Physik der Universität Tübingen berufen und leitete später bis zu seiner Emeritierung das Institut für Informationsverarbeitung.
Güttinger arbeitete zunächst zu Fragen der Quantenfeldtheorie. Er gehörte zu den ersten, die Laurent Schwartz’ Theorie der Distributionen auf Probleme der Renormierungstheorie anwandte. Später befasste er sich mit mathematischer Analyse dynamischer Systeme, speziell Anwendungen von Bifurkationen und Katastrophentheorien (ein Teilgebiet von Hermann Hakens Synergetik).
Zu seinen Doktoranden gehören Jorge A. Swieca (1963), Alfred Rieckers (1969) und Dieter Armbruster (1985).

## Schriften
- W. Güttinger: Quantum Field Theory in the Light of Distribution Analysis. In: Phys. Rev. Band 89, 1953, S. 1004, doi:10.1103/PhysRev.89.1004 (englisch).
- W. Güttinger, G. Dangelmayr (Hrsg.): The physics of structure formation. Theory and simulation. Proceedings of an International Symposium, Tübingen 1986 (= Springer Series in Synergetics). 1987, ISBN 3-642-73003-5, doi:10.1007/978-3-642-73001-6 (englisch, springer.com [PDF]).
  - Darin mit M. Neveling, D. Lang, P. Haug, G. Dangelmayr: Interactions of stationary modes in systems with two and three spatial degrees of freedom. S. 153–165, mit C. Geiger: Generic spontaneous symmetry breaking in SU(n) – equivariant bifurcation problems. S. 394–401
- W. Güttinger, H. Eikemeier (Hrsg.): Structural stability in physics. Proceedings of two international Symposia on Applications of Catastrophe Theory and Topological Concepts in Physics (= Springer Series in Synergetics). Springer, 1979, ISBN 3-642-67365-1, doi:10.1007/978-3-642-67363-4 (englisch, springer.com [PDF]).
  - Darin von Güttinger: Catastrophe geometry in physics. A perspective. S. 23–30, Güttinger, Dangelmayr, Veit: Semiclassical path integrals in terms of catastrophes. S. 104–121
- Bifurcation geometry in physics. In: Gerald Moore, Marlan Scully (Hrsg.): Frontiers of Nonequilibrium Statistical Physics. NATO Adv. Study Inst. Series 135, 1986, S. 57–82
- W. Güttinger: Bifurcation Theory in Physics: Recent Trends and Problems. In: T. Küpper, R. Seydel, H. Troger (Hrsg.): Bifurcation: Analysis, Algorithms, Applications, Proceedings of the Conference at the University of Dortmund, August 18–22, 1986. Birkhäuser, Basel 1987, ISBN 3-0348-7243-7, S. 98–113, doi:10.1007/978-3-0348-7241-6 (englisch, springer.com [PDF]).
- Michael Conrad, Werner Güttinger, Mario Dal Cin (Hrsg.): Physics and Mathematics of the Nervous System. Proceedings of a Summer School, held at Trieste 1973 (= Lecture Notes in Biomathematics. Nr. 4). Springer, 1974, ISBN 3-540-07014-1, doi:10.1007/978-3-642-80885-2 (englisch, springer.com [PDF]).
  - Darin von Güttinger: Catastrophe geometry in physics and biology. S. 2–30